# Rusciniano
Il Rusciniano è un periodo della scala dei tempi geologici, compreso all'interno del Pliocene e collocato tra 5,3 e 3,4 milioni di anni fa. Viene utilizzato soprattutto nelle classificazioni delle European Land Mammal Ages, dove segue il Turoliano e precede il Villanyano.
Nella scala classica dei tempi, il Turoliano si sovrappone al Piacenziano e allo Zancleano.

## Etimologia
La denominazione fu proposta nel 1962 dal paleontologo ungherese Miklós Kretzoi che la derivò da Ruscino, il nome latino dell'antica regione di Rossiglione, situata nel sud della Francia al confine con la Catalogna spagnola.
La località tipo è Serrat d'en Vacquer, nelle vicinanze di Perpignan.

## Definizione
Il limite inferiore è definito dalla comparsa della fauna di grossa taglia come Sus arvernensis, Croizetoceros, Acinonyx e Felis issiodorensis; la fauna di piccola taglia è rappresentata da  Promimomys, Trilophomys, Celadensia e Castoridae.
Il limite superiore è dato dalla comparsa di  Eucladoceros tra gli animali di grossa taglia e di Kislangia gusi, Mimomys tornensis, Mimomys pliocaenicus e Mimomys reidi tra le piccole taglie.